# Grand Prix moto d'Australie 2004
Le  Grand Prix moto d'Australie 2004 est la quinzième manche du championnat du monde de vitesse moto 2004. La compétition s'est déroulée du 15 au 17 octobre 2004 sur le circuit de Phillip Island.
C'est la 16e édition du Grand Prix moto d'Australie.

## Résultat des MotoGP
| Pos. | Pilote            | Moto       | Temps           | Grille | Points |
| ---- | ----------------- | ---------- | --------------- | ------ | ------ |
| 1    | Valentino Rossi   | Yamaha     | 41 min 25 s 819 | 2      | 25     |
| 2    | Sete Gibernau     | Honda      | +0 s 097        | 1      | 20     |
| 3    | Loris Capirossi   | Ducati     | +10 s 486       | 3      | 16     |
| 4    | Colin Edwards     | Honda      | +10 s 817       | 4      | 13     |
| 5    | Alex Barros       | Honda      | +10 s 851       | 6      | 11     |
| 6    | Nicky Hayden      | Honda      | +12 s 210       | 14     | 10     |
| 7    | Max Biaggi        | Honda      | +12 s 847       | 7      | 9      |
| 8    | Makoto Tamada     | Honda      | +12 s 965       | 5      | 8      |
| 9    | Troy Bayliss      | Ducati     | +18 s 607       | 9      | 7      |
| 10   | Carlos Checa      | Yamaha     | +21 s 245       | 13     | 6      |
| 11   | Ruben Xaus        | Ducati     | +23 s 173       | 12     | 5      |
| 12   | Shinya Nakano     | Kawasaki   | +25 s 718       | 11     | 4      |
| 13   | Alex Hoffman      | Kawasaki   | +35 s 137       | 8      | 3      |
| 14   | Jeremy McWilliams | Aprilia    | +45 s 155       | 15     | 2      |
| 15   | John Hopkins      | Suzuki     | +45 s 197       | 17     | 1      |
| 16   | Gregorio Lavilla  | Suzuki     | +52 s 205       | 16     |        |
| 17   | Norifumi Abe      | Yamaha     | +52 s 665       | 18     |        |
| 18   | Neil Hodgson      | Ducati     | +1 min 11 s 394 | 19     |        |
| 19   | Nobuatsu Aoki     | Proton     | +1 tour         | 21     |        |
| 20   | James Haydon      | Proton     | +1 tour         | 22     |        |
| 21   | Youichi Ui        | Harris WCM | +1 tour         | 24     |        |
| 22   | James Ellison     | Harris WCM | +3 tours        | 23     |        |
| Abd. | Marco Melandri    | Yamaha     | Abandon         | 10     |        |
| Abd. | Garry McCoy       | Aprilia    | Abandon         | 20     |        |

## Résultat des 250 cm3
| Pos  | Pilote            | Moto    | Temps           | Grille | Points |
| ---- | ----------------- | ------- | --------------- | ------ | ------ |
| 1    | Sebastian Porto   | Aprilia | 39 min 24 s 604 | 1      | 25     |
| 2    | Alex De Angelis   | Aprilia | +5 s 941        | 2      | 20     |
| 3    | Manuel Poggiali   | Aprilia | +13 s 289       | 3      | 16     |
| 4    | Dani Pedrosa      | Honda   | +14 s 966       | 4      | 13     |
| 5    | Toni Elías        | Honda   | +46 s 083       | 9      | 11     |
| 6    | Chaz Davies       | Aprilia | +55 s 140       | 10     | 10     |
| 7    | Hiroshi Aoyama    | Honda   | +1 min 01 s 014 | 7      | 9      |
| 8    | Sylvain Guintoli  | Aprilia | +1 min 04 s 684 | 13     | 8      |
| 9    | Johann Stigefelt  | Aprilia | +1 min 07 s 656 | 12     | 7      |
| 10   | Roberto Rolfo     | Honda   | +1 min 09 s 889 | 17     | 6      |
| 11   | Alex Debón        | Honda   | +1 min 13 s 572 | 11     | 5      |
| 12   | Hugo Marchand     | Aprilia | +1 min 13 s 608 | 19     | 4      |
| 13   | Jakub Smrž        | Honda   | +1 min 14 s 681 | 14     | 3      |
| 14   | David de Gea      | Honda   | +1 min 21 s 473 | 18     | 2      |
| 15   | Naoki Matsudo     | Yamaha  | +1 min 21 s 515 | 15     | 1      |
| 16   | Héctor Faubel     | Aprilia | +1 min 26 s 860 | 27     |        |
| 17   | Grégory Leblanc   | Aprilia | +1 min 30 s 317 | 22     |        |
| 18   | Joshua Waters     | Honda   | +1 tour         | 28     |        |
| 19   | Radomil Rous (it) | Aprilia | +1 tour         | 24     |        |
| Abd. | Dirk Heidolf      | Aprilia | Abandon         | 25     |        |
| Abd. | Alex Baldolini    | Aprilia | Abandon         | 20     |        |
| Abd. | Joan Olive        | Aprilia | Abandon         | 21     |        |
| Abd. | Taro Sekiguchi    | Yamaha  | Abandon         | 26     |        |
| Abd. | Franco Battaini   | Aprilia | Abandon         | 8      |        |
| Abd. | Randy de Puniet   | Aprilia | Abandon         | 5      |        |
| Abd. | Fonsi Nieto       | Aprilia | Abandon         | 6      |        |
| Abd. | Erwan Nigon       | Yamaha  | Abandon         | 16     |        |

## Résultat des 125 cm3
| Pos  | Pilote            | Moto     | Temps           | Grille | Points |
| ---- | ----------------- | -------- | --------------- | ------ | ------ |
| 1    | Andrea Dovizioso  | Honda    | 38 min 01 s 877 | 5      | 25     |
| 2    | Jorge Lorenzo     | Derbi    | +0 s 123        | 2      | 20     |
| 3    | Casey Stoner      | KTM      | +0 s 123        | 3      | 16     |
| 4    | Roberto Locatelli | Aprilia  | +2 s 480        | 1      | 13     |
| 5    | Steve Jenkner     | Aprilia  | +5 s 336        | 4      | 11     |
| 6    | Héctor Barberá    | Aprilia  | +5 s 415        | 8      | 10     |
| 7    | Gino Borsoi       | Aprilia  | +5 s 448        | 6      | 9      |
| 8    | Mike Di Meglio    | Aprilia  | +17 s 976       | 16     | 8      |
| 9    | Álvaro Bautista   | Aprilia  | +18 s 404       | 24     | 7      |
| 10   | Sergio Gadea      | Aprilia  | +18 s 427       | 14     | 6      |
| 11   | Gabor Talmacsi    | Malaguti | +18 s 501       | 12     | 5      |
| 12   | Lukas Pesek       | Honda    | +18 s 530       | 11     | 4      |
| 13   | Mirko Giansanti   | Aprilia  | +18 s 739       | 9      | 3      |
| 14   | Andrea Ballerini  | Aprilia  | +19 s 331       | 19     | 2      |
| 15   | Pablo Nieto       | Aprilia  | +19 s 826       | 13     | 1      |
| 16   | Simone Corsi      | Honda    | +27 s 971       | 21     |        |
| 17   | Gioele Pellino    | Aprilia  | +27 s 983       | 29     |        |
| 18   | Mattia Pasini     | Aprilia  | +27 s 996       | 23     |        |
| 19   | Thomas Lüthi      | Honda    | +28 s 006       | 22     |        |
| 20   | Julián Simón      | Aprilia  | +28 s 892       | 10     |        |
| 21   | Imre Tóth         | Aprilia  | +40 s 943       | 20     |        |
| 22   | Dario Giuseppetti | Honda    | +41 s 080       | 26     |        |
| 23   | Vesa Kallio       | Aprilia  | +48 s 127       | 27     |        |
| 24   | Lorenzo Zanetti   | Honda    | +55 s 439       | 25     |        |
| 25   | Max Sabbatani     | Honda    | +1 min 28 s 474 | 33     |        |
| 26   | Raymond Schouten  | Honda    | +1 min 28 s 656 | 32     |        |
| 27   | Matthew Kuhne     | Honda    | +1 min 28 s 730 | 30     |        |
| 28   | Jordi Carchano    | Aprilia  | +1 min 36 s 917 | 34     |        |
| 29   | Bryan Staring     | Honda    | +3 tours        | 31     |        |
| Abd. | Mika Kallio       | KTM      | Abandon         | 7      |        |
| Abd. | Fabrizio Lai      | Gilera   | Abandon         | 18     |        |
| Abd. | Stefano Perugini  | Gilera   | Abandon         | 15     |        |
| Abd. | Manuel Manna      | Malaguti | Abandon         | 28     |        |
| Abd. | Ángel Rodríguez   | Derbi    | Abandon         | 17     |        |